# Herman Padtbrugge
Herman Padtbrugge, död 1687, var en svensk-nederländsk kopparstickare, möjligen son till Dionysius Padtbrugge.
Herman Padtbrugge anställdes 1674 som tecknare och gravör i Antikvitetskollegium och blev 1686 efter en längre tids verksamhet i Nederländerna konstnärlig medarbetare i Erik Dahlberghs Suecia antiqua et hodierna. För detta utförde Padtbrugge nio gravyrer, varav flera fullbordade efter hans död. Förutom arbeten för nederländska förläggare stack Padtbrugge titelblad bland annat arbeten för Johan Hadorph och Elias Brenner. Padtbrugge är representerad vid Nationalmuseum